# Политический кризис в Византии (641)
Политический кризис в Византии — условное название событий произошедших в Византии связанных со смертью Ираклия I и его последствиями.

## Предпосылки

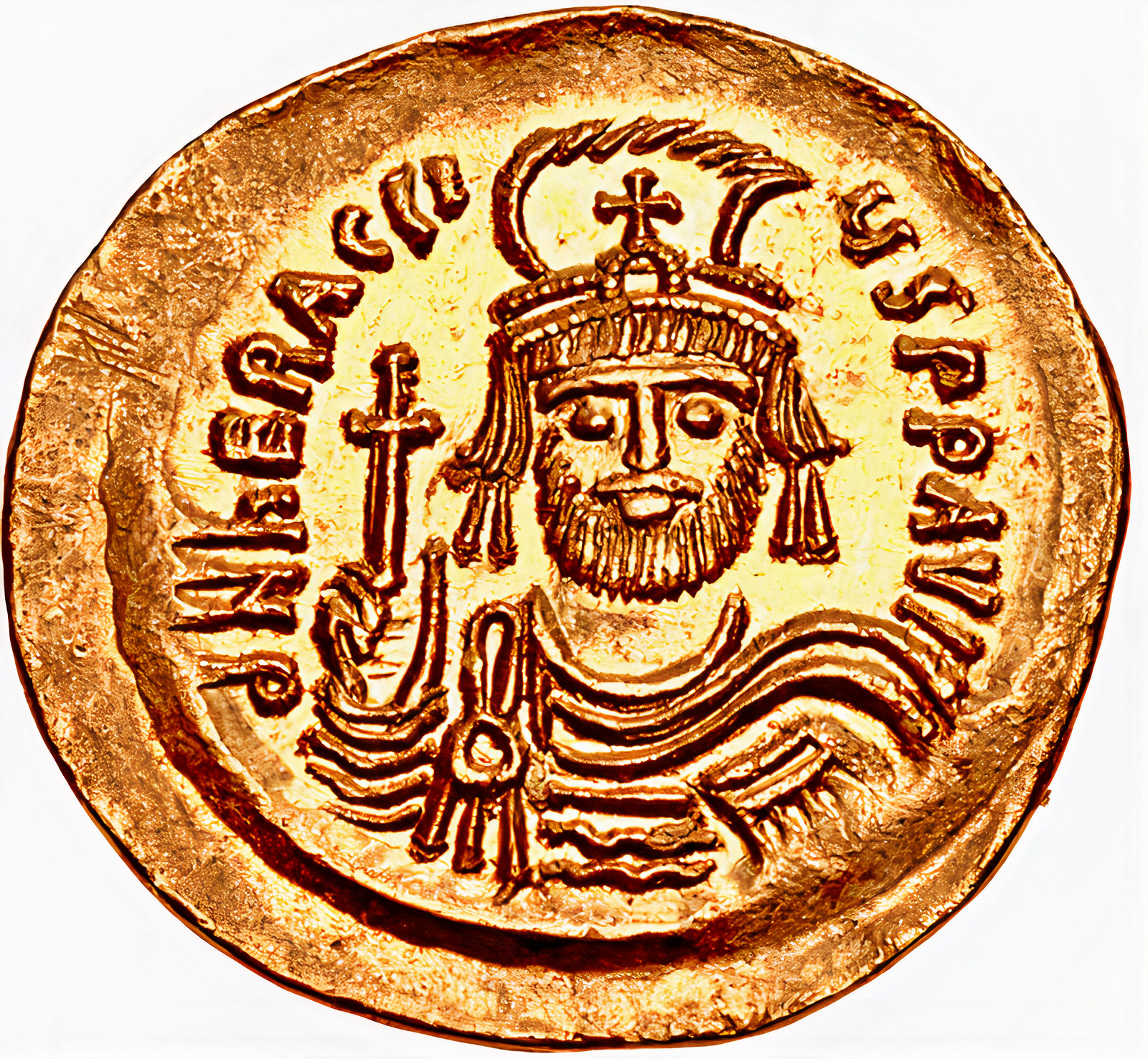
Ираклий I со смертью которого в империи начался кризис.

Византийский император Ираклий I был женат два раза, первый раз на Евдокии от которой имел сына Константина III, второй раз на своей племяннице Мартине от которой имел наследников Ираклия II и Давида. Поскольку Мартина оказывала сильное влияние на императора, Ираклий отказал своему сыну Константину и назначил наследником только Ираклия.

## Период кризиса
11 февраля 641 года Ираклий скончался, его вдова Мартина через 3 дня огласила волю супруга на ипподроме, но Константин III и Ираклий II отсутствовали. Мартина сообщила что верховная власть присуждается ей, но была освистана толпой, выкрикивающей имена сыновей Ираклия. В результате Константин и Ираклий становятся императорами.
Однако уже через 3 месяца, 24 мая 641 года, Константин III скончался предположительно от туберкулёза, в народе стали распространяться слухи о причастности Мартины к смерти императора. Мартина утратила поддержку и со стороны сената и армии из-за недостатка средств для противостояниям арабам. После смерти Константина вновь возобновилась политика монофелитства, прекращения которой желал Константин. На патриарший престол Александрии вновь вернулся ревностный монофелит Кир. Сторонники Константина III вынужденно отправились в ссылку, тем самым Ираклий II стал единовластным правителем империи. Перед смертью Константин III успел назначить своего 11 летнего сына Константа II соправителем, однако Мартина заставила сенат признать только Ираклия II наследником власти.
Один из сторонников Константина III — генерал Валентин ввёл войска в Халкидон, чтобы вынудить Мартину сделать Константа II соправителем Ираклия II. В это же время народ в столице стал требовать чтобы патриарх Пирр короновал Константа II, а сам отрекся от сана патриарха в пользу Павла II. Находясь в безвыходном положении, в конце сентября / октябре Мартина назначила Валентина экскувитором и возвеличила Константа II до титула соимператора, однако она также возвеличила и своего сына, младшего брата Ираклия II, Давида. Тогда войска Валентина вошли в Константинополь и 5 ноября 641 года свергли власть Мартины и Ираклия II — Констант II стал единовластным императором.